# چاه موتور حاجی فقیر
چاه موتور حاجی فقیر روستایی در دهستان چشمه زیارت بخش مرکزی شهرستان زاهدان استان سیستان و بلوچستان ایران است.

## جمعیت
بر پایه سرشماری عمومی نفوس و مسکن در سال ۱۳۹۵ جمعیت این روستا ۷۴ نفر (۲۷خانوار) بوده‌است.